# Campanula thyrsoides
Campanula thyrsoides är en klockväxtart som beskrevs av Carl von Linné. Campanula thyrsoides ingår i släktet blåklockor, och familjen klockväxter.

## Underarter
Arten delas in i följande underarter:
- C. t. carniolica
- C. t. thyrsoides

## Bildgalleri

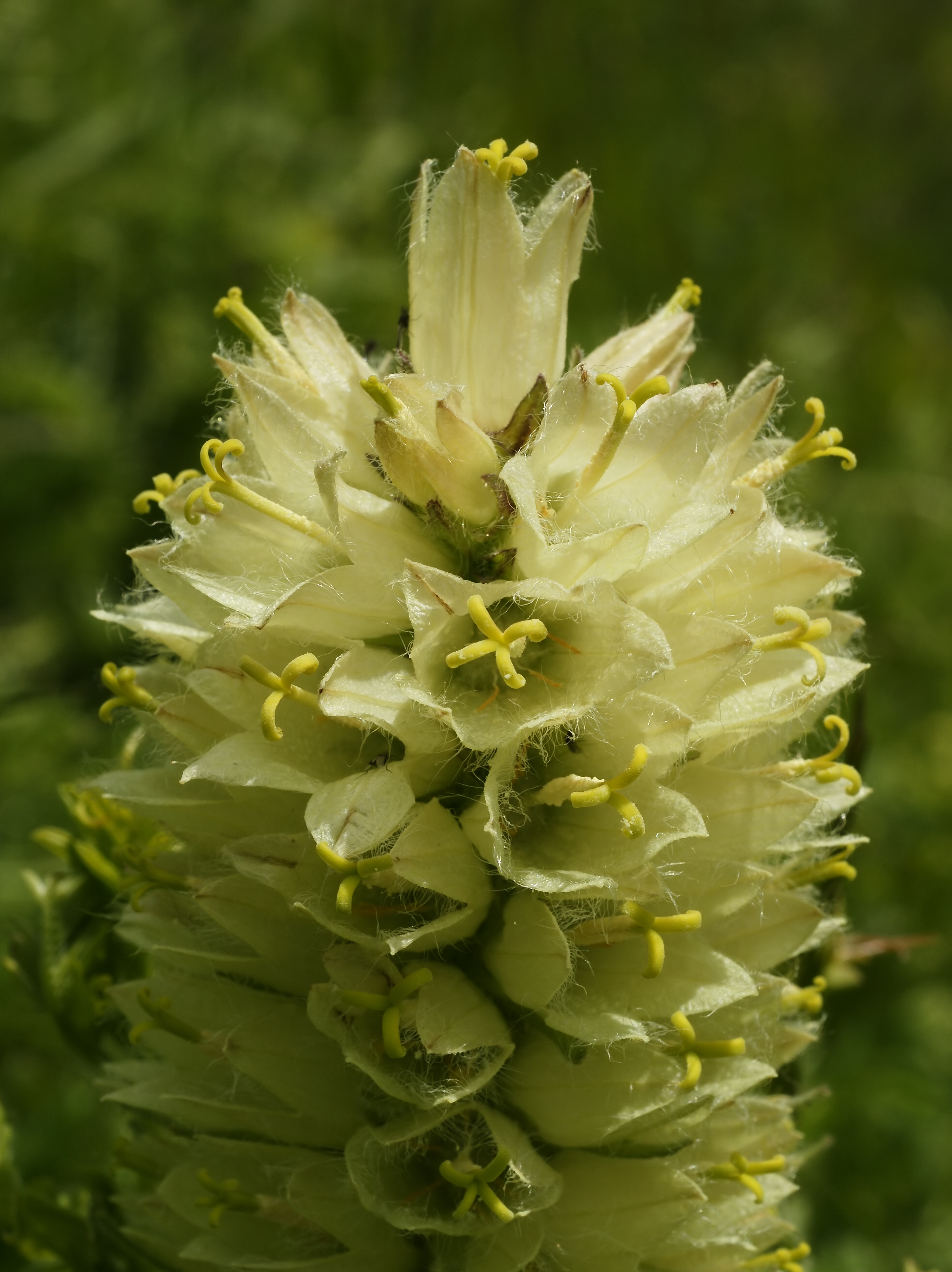
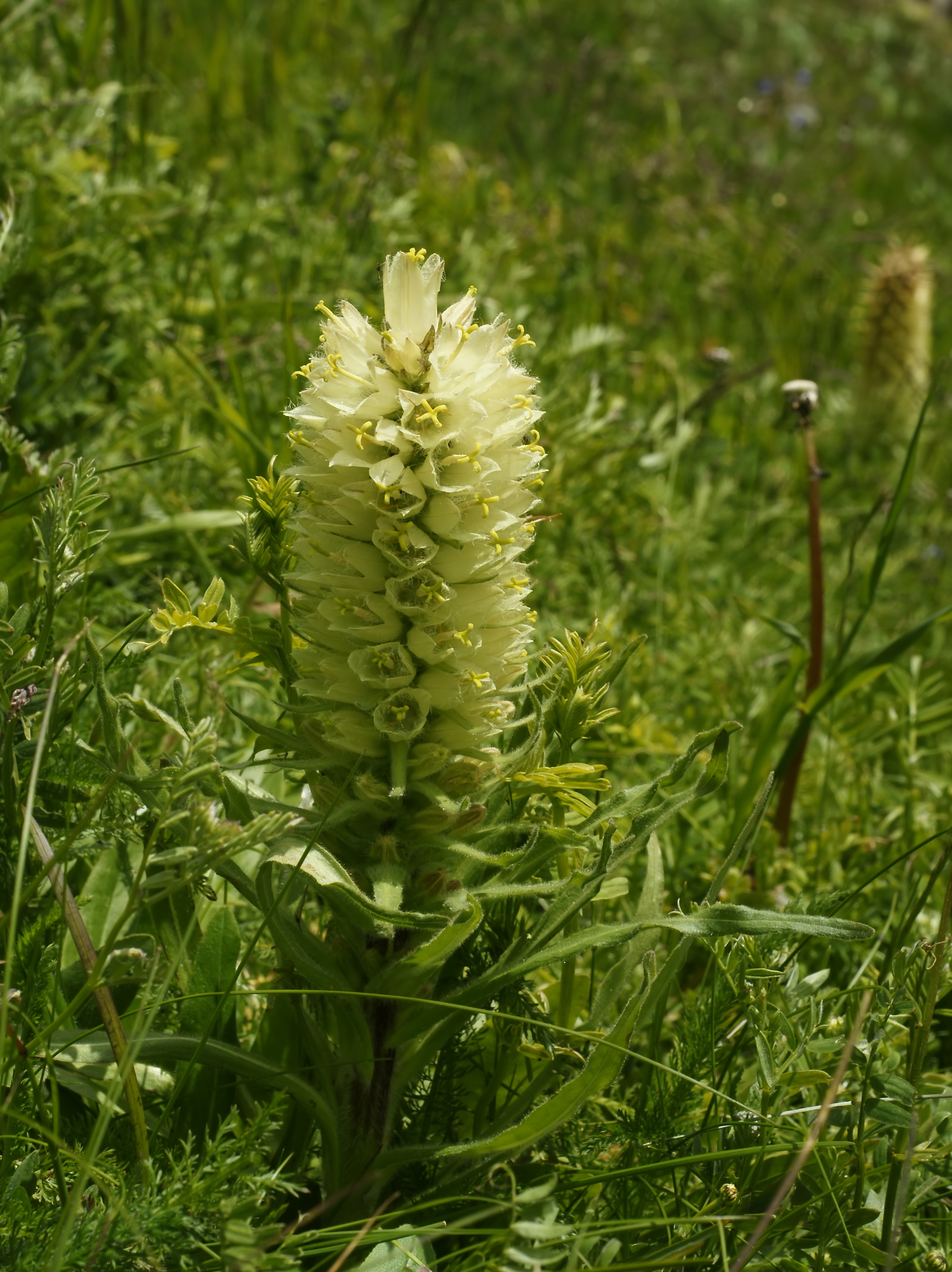
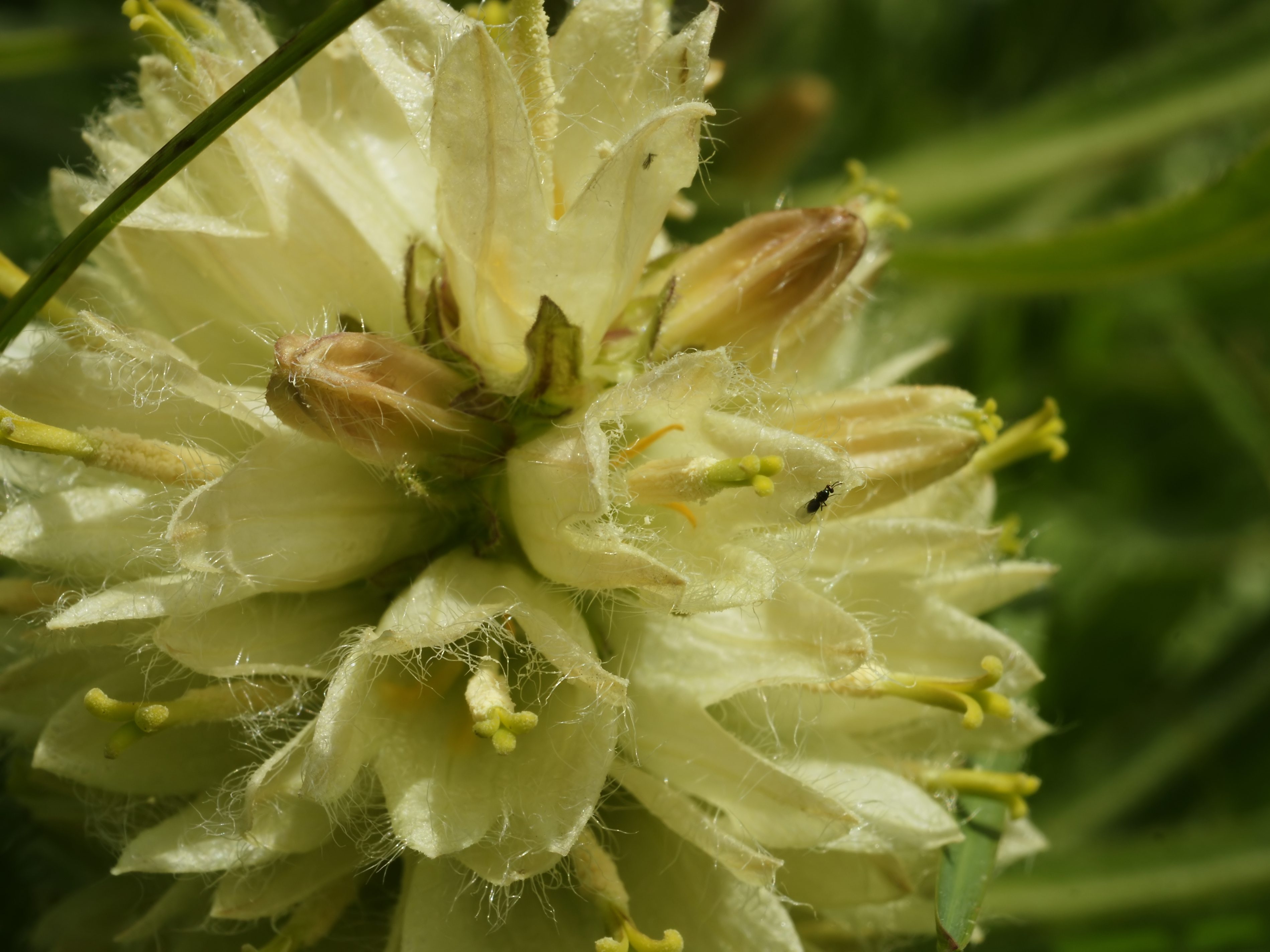
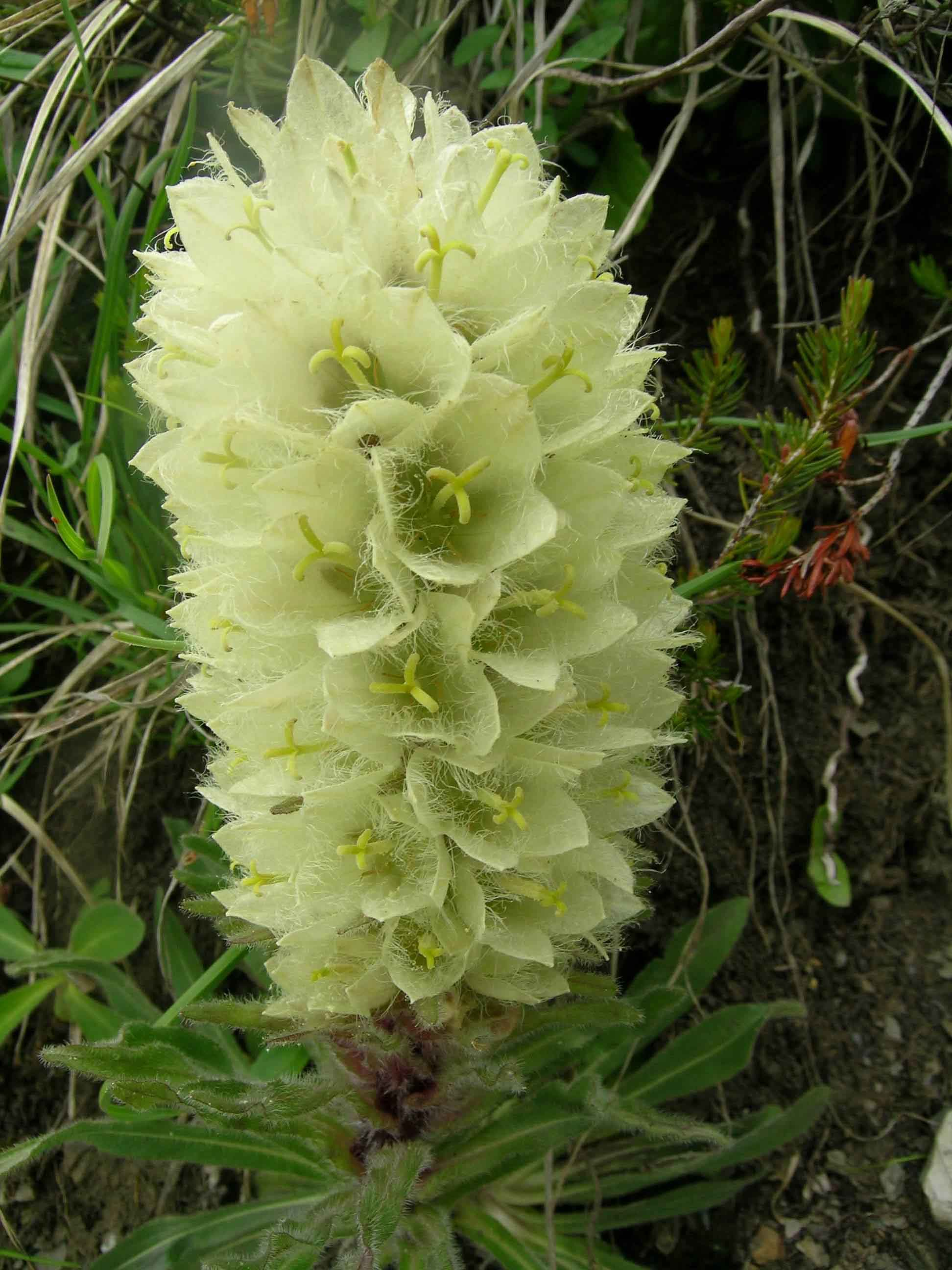
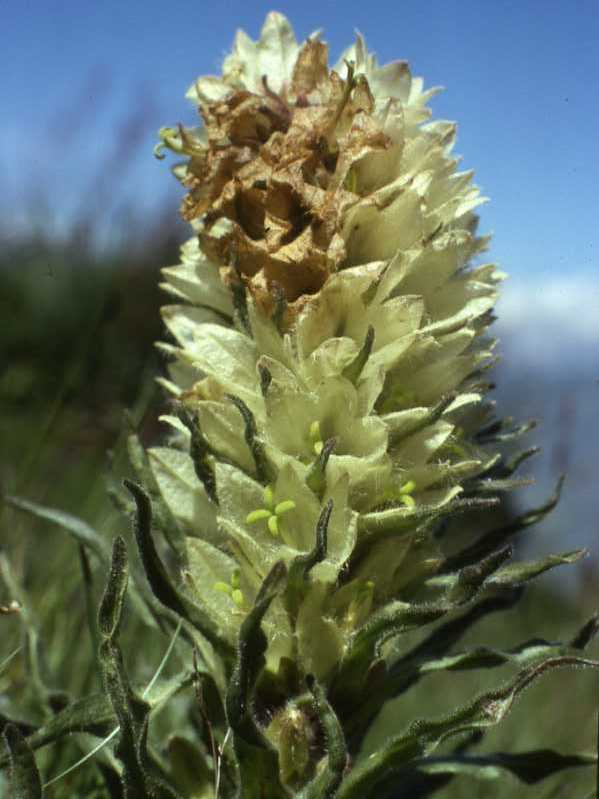